# Aubiat
Aubiat là một xã ở tỉnh Puy-de-Dôme trong vùng Auvergne-Rhône-Alpes, Pháp. Aubiat thuộc vùng đô thị Clermont-Ferrand.
Thị trấn này có diện tích 14,79 km2, dân số năm 2006 là 807 người.

## Dân số
| Năm | 1962 | 1968 | 1975 | 1982 | 1990 | 1999 |
| --- | ---- | ---- | ---- | ---- | ---- | ---- |
| Dân số | 591  | 627  | 632  | 642  | 696  | 718  |
| From the year 1962 on: No double counting—residents of multiple communes (e.g. students and military personnel) are counted only once. |      |      |      |      |      |      |